# 西茜
西茜（1990年1月27日—），出生于中國遼寧省瀋陽市，畫家。

## 生平
西茜三歲開始接觸畫畫。五歲時捨棄學校教育，拜父親為師學習畫畫。十七歲時，開畫廊，並展開油畫創作。並開始以「荷花」為主要創作題材。十九歲時，結合了西方油畫與中國水墨畫的特點，完成了中西合璧的《墨韵清荷》油畫系列，超寫實靜物《禪香》系列，以及結合超寫實與超現實的《涅槃之戀》系列。2006年，經《經濟》雜志2008年7月刊、《當代名人》2008年5月刊等一眾媒體披露。2010年，畫作《千年荷香》，成爲匈牙利大使館收藏的作品。

## 主要作品
《香魂》、《愛蓮說》、《不染圖》、《禪香》、《空心》、《悟空》、《靜夜思》、《愛的寓言》、《涅槃之戀》等。

## 外部連結
- 西茜個人網站 （页面存档备份，存于）